# Magnus Pelicanus
Magnus Pelicanus, född 1658 i Söderköping, död 1713 i Röks socken, var en svensk präst i Röks församling.

## Biografi
Magnus Pelicanus föddes troligen 1658 i Söderköping. Han var son till rektorn Petrus Magni Pelicanus. Pelicanus blev 1682 student vid Uppsala universitet och prästvigdes 8 juni 1692. Han blev 1696 komminister i Vadstena församling och 18 april 1700 kyrkoherde i Röks församling. Pelicanus var predikant vid prästmötet 1711. Han begravdes 21 maj 1713 i Röks socken.
Pelicanus gifte sig första gången 10 januari 1701 med Margareta Palm (1671–1710). Hon var dotter till kyrkoherden Johannes Joannis Palm och Engela Croning i Röks socken. Margareta Palm var tidigare gift med apologisten J. Norbeck i Linköping. Palm och Pelicanus fick tillsammans barnen Petrus (född 1702), Johannes (född 1703), Samuel (född 1704), Hans (född 1705) och Christina Margareta (1708–1708).
Pelicanus gifte sig andra gången 18 februari 1713 med Anna Maria Bruzaeus (1688–1754). Hon var dotter till kyrkoherden C. Bruzaeus i Gårdeby socken. De fick tillsammans dottern Maria Beata (1714–1788).